# Pila speciosa
Pila speciosa е вид коремоного от семейство Ampullariidae.

## Разпространение
Видът е разпространен в Етиопия, Кения и Сомалия.